# Salvador Cortadellas Baltasar
Salvador Cortadellas i Baltasar (Esparreguera, 1910 – 2002) va ser un metge cirurgià i activista humanitari català, destacat per la seva vocació solidària i el seu compromís amb la medicina en els països en vies de desenvolupament.
Format com a cirurgià, va exercir la seva tasca professional als hospitals Clínic i de l'Aliança, tot combinant la pràctica mèdica amb una forta implicació en projectes de cooperació internacional. L'any 1962 va ser un dels cofundadors de Medicus Mundi Espanya, branca de Medicus Mundi Internacional, una organització no governamental dedicada a proporcionar assistència sanitària a comunitats desfavorides.
Al llarg de la seva vida, va dedicar llargues estades als dispensaris i hospitals de Bolívia, Xile, Perú, el Txad i el Camerun, exercint la medicina de manera altruista, sovint acompanyat de la seva esposa, amb qui compartia la passió per l'ajuda humanitària. Va ser també president honorari de Sanitat Solidària, entitat amb la qual va continuar promovent iniciatives de salut global.
La seva trajectòria va ser reconeguda tant a nivell local com nacional. L'any 1986, l'Ajuntament d'Esparreguera li va dedicar un carrer al barri de Can Comelles, i l'any 1997 va rebre la Medalla d'Honor de Barcelona, en reconeixement a la seva contribució a la medicina i la solidaritat internacional.
El Dr. Cortadellas va morir als 92 anys, deixant un profund llegat humà i professional. En el seu comiat, hi van ser presents amics, col·legues i una nombrosa família: dotze fills i vint-i-tres nets, que van acomiadar una vida dedicada plenament al servei dels altres.